# Terzigno
Terzigno é uma comuna italiana da região da Campania, província de Nápoles, com cerca de 15.831 habitantes. Estende-se por uma área de 23 km², tendo uma densidade populacional de 688 hab/km². Faz fronteira com Boscoreale, Boscotrecase, Ottaviano, Poggiomarino, San Giuseppe Vesuviano.

## Demografia
| Variação demográfica do município entre 1861 e 2011                               |
|                                                                                   |
| Fonte: Istituto Nazionale di Statistica (ISTAT) - Elaboração gráfica da Wikipedia |